# خايمي رودريغيز
خايمي رودريغيز (بالإسبانية: Jaime Rodríguez)‏ (مواليد 17 يناير 1959) هو لاعب كرة قدم. يلعب مع منتخب السلفادور لكرة القدم منذ عام 1979.

## وصلات خارجية
- خايمي رودريغيز على موقع الاتحاد الدولي (مؤرشف)  (الإنجليزية)
- خايمي رودريغيز على موقع رابطة كرة القدم اليابانية للمحترفين (اليابانية)
- خايمي رودريغيز على موقع قاعدة بيانات كرة القدم.إي يو (الإنجليزية)
- خايمي رودريغيز على موقع ناشيونال فوتبول تيمز (الإنجليزية)
- خايمي رودريغيز على موقع Soccerway.com (الإنجليزية)
- خايمي رودريغيز على موقع عالم كرة القدم.نت (الإنجليزية)
- National Football Teams